# Botafogo FC (Fogo)
El Botafogo Futebol Clube es un equipo de fútbol de Cabo Verde, de la localidad de São Filipe en la isla de Fogo. Juega en el campeonato regional de Fogo.
El Botafogo posee un título nacional conseguido en 1980, siendo hasta ahora el único de la isla de Fogo en haberlo conseguido. La década de los 70 y 80 es la más exitosa que fue dónde consiguió el mayor número títulos.

## Estadio

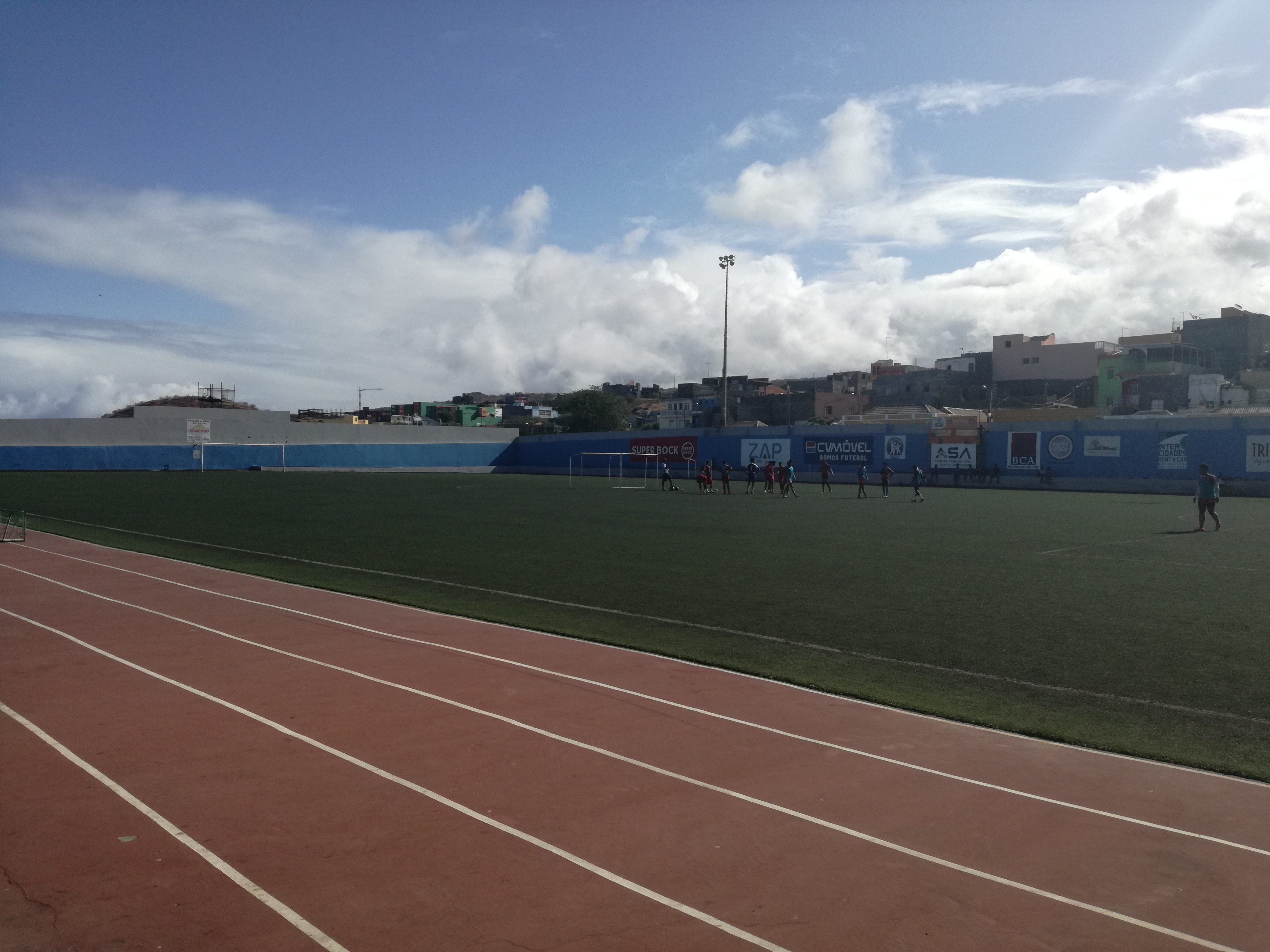
Estadio 5 de Julho.

El Vulcânicos Futebol Clube juega en el estadio 5 de Julho situado en la ciudad de São Filipe en la isla de Fogo, el terreno de juego es césped artificial y comparte el estadio con el resto de equipos de la ciudad.

## Palmarés
- Campeonato caboverdiano de fútbol: 1

1980
- Campeonato regional de Fogo: 17

1975-76, 1976-77, 1977-78, 1978-79, 1979-80, 1980-81, 1981-82, 1982-83, 1984-85, 1985-86, 1988-89, 1989-90, 1991-92, 1995-96, 2000-01, 2005-06 y 2009-10
- Copa de Fogo: 3

2003, 2006, 2010
- Torneo de Apertura: 1

2000

## Jugadores

### Jugadores internacionales
- Gilson Silva